# Jordy Huysmans
Jordy Huysmans (Mol, 4 juni 1996) is een Belgisch voetballer die speelt als doelman. 
Huysmans stond van 2014 tot 2017 onder contract bij Antwerp FC, waar hij op 11 april 2015 zijn debuut maakte tegen Lommel United. In de 37ste minuut verving de toen 18-jarige doelman Frank Boeckx.

## Statistieken
| Seizoen         | Club            | Competitie      | Competitie | Competitie | Beker | Beker | Totaal | Totaal |
| Seizoen         | Club            | Competitie      | Wed.       | Dlp.       | Wed.  | Dlp.  | Wed.   | Dlp.   |
| --------------- | --------------- | --------------- | ---------- | ---------- | ----- | ----- | ------ | ------ |
| 2014-2015       | Antwerp FC      | Tweede klasse   | 2          | 0          | 0     | 0     | 2      | 0      |
| 2015-2016       | Antwerp FC      | Tweede klasse   | 0          | 0          | 0     | 0     | 0      | 0      |
| Carrière totaal | Carrière totaal | Carrière totaal | 2          | 0          | 0     | 0     | 2      | 0      |